# Flatline
Flatline (Abk. FTL und FTM für Mic Division) war mindestens bis zum 20. April 2005 eine Top-Gruppe der deutschen Film-Schwarzkopierer-Szene, die eine große Zahl per Camcorder abgefilmte aktuelle Kinofilme (sogenannte Telesyncs sowie Cam-Rips) in hoher Qualität im Netz zur Verfügung stellte. Damit zählte sie zu den erfolgreichsten Abfilmern und Release Groups der Jahre 2004 und 2005.
Die Mitglieder der Gruppe besorgten sich hochwertiges Bildmaterial aus den USA, den dazu passenden deutschen Dolby-Digital-5.1-Ton ließen sie von bereitwilligen Theatermitarbeitern im Landkreis Gifhorn an den Dolby-Prozessoren der Vorführgeräte von zwei verschiedenen Kinos „abzapfen“.
Bei zehn gleichzeitigen Hausdurchsuchungen in West- und Norddeutschland wurde die Gruppe zerschlagen und die führenden Köpfe (ihre Nicknames: „Mrb“ und „Slymer“) verhaftet, einer von beiden unmittelbar nach dem Ende seiner Abitur-Klausur, direkt aus dem Klassenzimmer heraus.